# Eumannia oppositaria
Eumannia oppositaria es una especie de polilla de la familia Geometridae. La especie fue descrita por primera vez por Josef Johann Mann en 1864, con distribución en las montañas de Eslovenia, Ucrania, Rumania, Bulgaria, Macedonia del Norte, Albania, Grecia y Turquía. También se ha registrado en Israel y el norte de África. El holotipo de la especie fue registrado en la ciudad de Bursa.

## Descripción
Es una polilla pequeña con una envergadura de unos 16 a 19 mm. Las hembras son de mayor tamaño que los machos. El ala anterior es ancha y redondeada en el ápice con el color de fondo del ala gris pálido a marrón. 

## Ciclo de vida
La polilla vuela generalmente desde principios de junio hasta finales de julio en tierras altas. En las tierras bajas es regularmente bivoltina desde mediados de mayo hasta mediados de junio y luego desde finales de julio hasta finales de septiembre, a veces hasta mediados de octubre. Los adultos son activos por la noche; las hembras se sienten fácilmente atraídas por la luz, los machos aparentemente menos. Las larvas se alimentan de líquenes, se encuentran con frecuencia en líquenes Usnea. El hábitat es xerotermófilo: hábitats secos y cálidos con vegetación mediterránea. Se ha descrito desde el nivel del mar hasta aproximadamente 1400 metros (4593,2 pies) de altitud, siendo más común en las tierras bajas.
Las orugas se alimentan de especies de géneros de plantas incluyendo Quercus, Crataegus y Prunus.[cita requerida]

## Distribución
Se distribuye en Eurasia. En Europa está restringido al sur de la península balcánica, Macedonia, Bulgaria y Grecia. Se ha registrado por el sur de Serbia en 2017. A veces abundante fuera de Europa en Turquía y el Cáucaso y Transcaucasia y el norte de Irán.

## Taxonomía
Cuenta con dos subespecies: Eumannia oppositaria oppositaria y Eumannia oppositaria syriaca (Turati & Kruger, 1936) (distribuida en Libia).